# Commissie Toekomst Accountancysector
De Commissie Toekomst Accountancysector (CTA) is een commissie die belast is met onafhankelijk onderzoek naar de verbetering van de kwaliteit van wettelijke controles door accountants. De commissie is ingesteld door de minister van Financiën Wopke Hoekstra. De commissie bestaat uit ten hoogste vijf leden, onder wie de voorzitter. De huidige drie leden zijn Annetje Ottow (voorzitter), Elbert Dijkgraaf en Marlies de Vries De commissie stelt voor de accountantsmaatschap hun zelfbestuur te ontnemen. Het rapport met 22 aanbevelingen werd door minister Hoekstra op 30 januari 2020 naar het Parlement gestuurd.